# Budućnost Podgorica
Budućnost Podgorica ist ein Sportverein aus der montenegrinischen Hauptstadt Podgorica.
Der Verein wurde im Jahre 1925 mit den Vereinsfarben Blau-Weiß gegründet und unterhält verschiedene Abteilungen, die auf nationaler, teilweise auf internationaler Ebene, erfolgreich sind, darunter:
- KK Budućnost Podgorica für Basketball,
- FK Budućnost Podgorica für Fußball,
- MRK Budućnost Podgorica für Handball (Männer),
- ŽRK Budućnost Podgorica für Handball (Frauen),
- OK Budućnost Podgorica für Volleyball,
- Karate Budućnost Podgorica für Karate.